# Henk Westbroek
Pour les articles homonymes, voir Westbroek (homonymie).
Hendrik Otto « Henk » Westbroek (née le 27 février 1952 à Zuilen) est un sociologue, auteur-compositeur-interprète, producteur de musique, présentateur de radio et de télévision, homme d'affaires et homme politique néerlandais. Il fut aussi vice-président du conseil d'administration de Buma-Stemra pendant plusieurs années.

## Biographie
Westbroek est diplômé en sociologie générale en 1976 et travaille comme sociologue à l'Institut néerlandais de recherche sexologique sociale (NISSO) dans les années 1970. En 1977, il devient membre de l'association néerlandaise du cinéma pour la jeunesse, fondée cette année-là. En 1978, il rejoint la bibliothèque universitaire d'Utrecht et compile des bibliographies sur la sociologie et les sciences politiques néerlandaises. En 1980, il est nommé au NISSO pour déterminer quelles formes de relations autres que le mariage légal existent aux Pays-Bas.

## Carrière

### Musique
Dans les années 1980, il est le chanteur du groupe Het Goede Doel qui a des succès avec les singles In 't leven, Gijzelaar, België, Eenvoud, Alles geprobeerd, Nooduitgang et Vriendschap. Avec l'autre chanteur de Het Goede Doel, Henk Temming, il forme un projet occasionnel Henk en Henk à l'automne 1982, avec le single à succès Sinterklaas, wie kent hem niet. En 1993, après que certaines de ses paroles sont crus comme racistes, une contre-manifestation le fait revenir dans les meilleures ventes et une autre version sort, où le mot noir est remplacé par jaune, bleu, vert, violet, marron, orange, rouge, gris, rose et blanc. De plus, Westbroek et Erwin Angad-Gaur écrivent une nouvelle chanson de Sinterklaas en 2020 intitulée  Sinterklaas is een echte held.
Après des divergences d'opinions avec Temming, Westbroek arrête Het Goede Doel en 1991 et entame une carrière solo avec des tubes tels que Waar ze walks to err, Loods me door de storm et Even je nam is mooi. Il écrit des chansons pour de la chorale Kinderen voor Kinderen dont il sera plus tard le directeur musical des enfants de 11 à 19 ans. Notamment il est l'auteur de Vrede, la chanson représentant les Pays-Bas aux Concours Eurovision de la chanson 1993, interprétée par la chanteuse Ruth Jacott, sixième du concours.
En 2001, Het Goede Doel se reforme pour une seule prestation et après 2008, le groupe se produit à nouveau régulièrement.
Le 2 juin 2014, le titre Alleen maar winnaars sort sous le nom de Martin Groenewold & De Kopgroep ; Henk Westbroek, Henk Temming et Peter Groot Kormelink chantent également sur ce morceau. Les bénéfices sont entièrement reversés à la fondation KiKa et Fiets voor een Huis.
En 2020, sort Laatste Plaat, un album financé par un fan. L'album n'apparaît que sur vinyle (sous forme de LP) et en ligne sur les plateformes de streaming. Pour cet album, Westbroek collabore avec divers compositeurs, dont René Meister (également arrangeur et producteur), Pieter Perquin et Daniël Lohues.
En 2022, l'EP P.S. sort avec quatre nouvelles chansons, un post-scriptum de l'album 2020 Latest Plate.

### Radio et télévision
En 1982, Westbroek rejoint VARA en tant qu'animateur radio. Pendant vingt ans, il présente entre autres sur Hilversum 3 et à partir du 3 décembre 1985 sur Radio 3, Vuurwerk de Vara, une heure hebdomadaire de hard rock et de heavy metal, parfois en compagnie de Marcel van Dam qui fut le président de Hilversum 3, et Ook de Vuurwerk top 100, le classement annuel des cent chansons ayant eu le plus de succès aux Pays-Bas, l'émission du midi Denk aan Henk de 1998 à 2003. 
Depuis 2002, Westbroek est réalisateur de programmes pour Regio TV Utrecht, une chaîne régionale de l'Utrecht, pour laquelle il produit le programme Westbroek!, et parcourt le pays avec un programme de théâtre. Fin 2003, Westbroek fonde Sprekersplatform, une organisation qui fait office d'intermédiaire parmi des conférenciers; des modérateurs, des animateurs de discussions et des présentateurs lors de réunions d'affaires et de conférences.
En août 2004, il travaille comme DJ à la radio commerciale Yorin FM, où il présente l'émission Denk als Henk. Son contrat avec Yorin FM expire fin mars 2006 et n'est pas renouvelé par le groupe SBS, qui venait de racheter Yorin FM au groupe RTL.
En 2010, Westbroek présente l'émission de radio De Muziek van Henk Westbroek du lundi au mercredi et l'émission Henkcyclopedia sur NPO Fun X le mercredi matin.
En 2009, Westbroek participe au programme Beste Zangers. En 2010, Westbroek participe à la deuxième saison du programme d'Evangelische Omroep De Mattheus Masterclass, dans lequel des artistes de formation non classique interprètent une partie de la Passion selon saint Matthieu de Bach dans l'église Saint-Guy de Hilversum.
Dans l'émission de radio matinale JENSEN sur Radio Veronica, il tient une chronique régulière. Le 22 octobre 2010, Westbroek, avec Erwin Peters, remplace Robert Jensen et Jan Paparazzi et le 4 février 2011, Patrick Kicken leur succède.
Westbroek écrit également des chroniques pour le journal De Oud-Utrechter et le site d'opinion Nieuws030. En 2007 et 2008, il écrit une chronique pour le quotidien De Pers. Fin 2017, Henk Westbroek publie son autobiographie avec le journaliste Martin Groenewold.

### Politique
Avant les élections municipales de 1998, il est chef du parti Leefbaar Utrecht. Le parti remporte neuf sièges et est grand vainqueur. Cette année-là, il était également un promoteur de la liste des Verts. En 1999, Westbroek est l'un des fondateurs du parti populiste Pays-Bas vivables. Il s’exprime être républicain. Lorsque, malgré des accords antérieurs, il fait des déclarations politiques dans son programme Denk aan Henk et annonce qu'il soutiendra activement la campagne des Pays-Bas vivables, VARA le suspend jusqu'après les élections du 15 mai 2002.
En raison du changement de climat politique dans lequel les hommes politiques sont de plus en plus menacés, Westbroek met fin à sa carrière politique le 3 juin 2002. Lui-même fut menacé, notamment le 7 mai 2002. Westbroek sera candidat au référendum non contraignant à la mairie de la commune d'Utrecht le 10 octobre 2007. En 2013, Westbroek postule à nouveau pour le poste.

## Discographie
Albums
- 1992 : Voorjaar
- 1994 : Vrij
- 1998 : Westbroek
- 1999 : De Hemel
- 2002 : Evenbeeld
- 2004 : Henkwestbroek.nl
- 2020 : Laatste Plaat
- 2022 : P.S.
- 2023 : Hoor en Wederhoor